# Hra o jablko
Hra o jablko je český barevný hraný film z roku 1976 režisérky Věry Chytilové. Film vyprodukovala společnost Krátký film Praha.

## Děj
Film vypráví o vztahu muže a ženy, konkrétně o vztahu lékaře – starého mládence (Jiří Menzel), který je zároveň milencem vdané ženy, k mladé zdravotní sestřičce (Dagmar Bláhová), kterou se snaží svést, ale po hlubším vztahu netouží.
Lékař a sukničkář John se schází s atraktivní ženou kolegy Arnošta Rýdla a zároveň flirtuje s mladou sestrou Annou. Pracuje na kandidátské práci a doufá, že do ní nebude muset investovat příliš námahy. Po společné návštěvě vinárny se vyspí s Annou. Ta ho poté přiměje k výletu do přírody. John se domnívá, že je Anna těhotná a proto ji málem požádá o ruku. Anna mu sdělí, že těhotná není. John je přistižen Arnoštem in flagranti, jeho vědecký výzkum je kvůli nedostatkům zrušen a za čas dostává i výpověď. Odchází do venkovské porodnice, kde se opět setkává s Annou, která předtím znechucená z pražské porodnice odešla a je ve vysokém stupni těhotenství.

## Obsazení
| Dagmar Bláhová     | Anna Šímová     |
| Jiří Menzel        | dr. Josef John  |
| Jiří Kodet         | Arnošt          |
| Evelyna Steimarová | Marta           |
| Nina Popelíková    | Johnova matka   |
| Bohuš Záhorský     | profesor        |
| Jiří Lábus         | Pavel Šíma      |
| Kateřina Burianová | lékařka         |
| Jana Synková       | laborantka      |
| Jitka Nováková     | zpěvačka        |
| Nina Divíšková     | těhotná         |
| Petr Nárožný       | manžel těhotné  |
| Miroslav Kořínek   | pianista        |
| Vladimír Hrabánek  | taxikář         |
| Tereza Kučerová    | Martina dcera   |
| Štěpán Kučera      | syn Martiny     |
| Věra Uzelacová     | písařka         |
| Jitka Cerhová      | Hana            |
| Zuzana Schmidová   | Jaruna          |
| Ilja Prachař       | cestující       |
| Eva Kačírková      | sekretářka      |
| Daniela Pokorná    | venkovská dívka |
| Jana Prachařová    | sestra          |
| Marie Richterová   | prodavačka      |
| Jitka Slánská      | mladá matka     |
| Jana Smrčková      | Hanáková        |
| Zdenka Vanišová    | sestra Božka    |